# Ludwik Makolondra
Ludwik Makolondra (ur. 1874, zm. 1942 we Lwowie) – polski rzeźbiarz, mistrz kamieniarstwa, specjalizujący się w rzeźbie sepulkralnej.

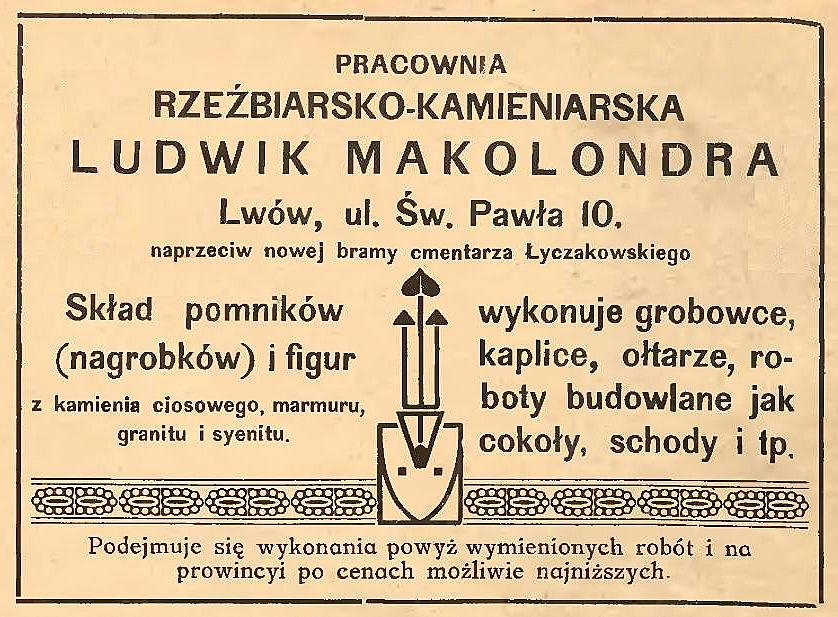
Ogłoszenie pracowni Ludwika Makolondry z 1914

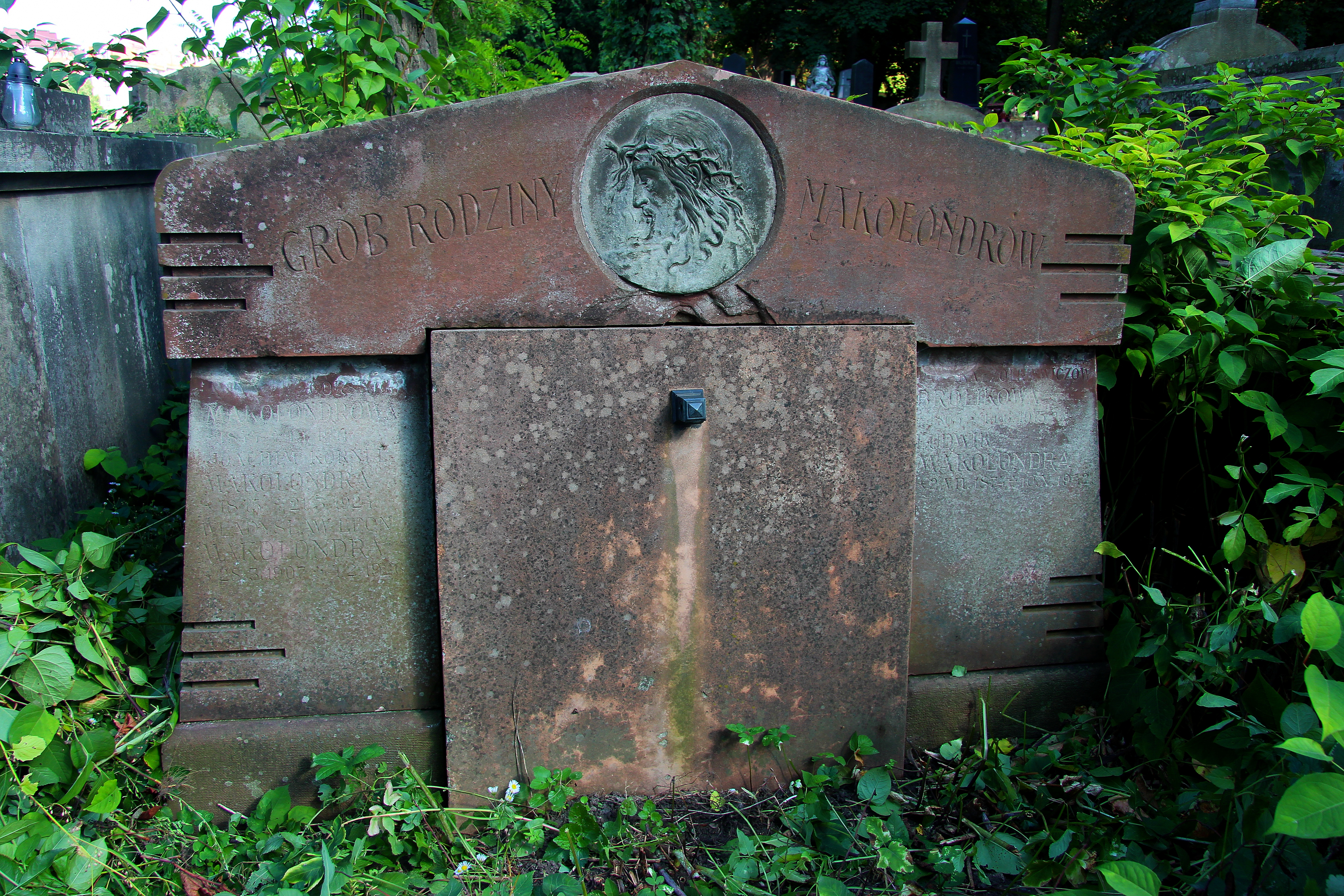
Grobowiec Makolondrów na Cmentarzu Łyczakowski we Lwowie

## Życiorys
Uczył się w C. K. Wyższej Szkole Realnej we Lwowie. Uczęszczał do Szkoły Przemysłu Artystycznego.
Jako czeladnik kamieniarski stworzył napisy i emblematy na tablicy upamiętniającą Kornela Ujejskiego (wykonanej w pracowni Juliana Markowskiego), odsłoniętej w 1897 w kościele Bernardynów we Lwowie. Po uzyskaniu koncesji na wykonywanie prac kamieniarskich otworzył pracownię rzeźbiarsko-kamieniarską przy ul. św. Pawła 10 (obecnie ul. Schimserów), w okolicy Cmentarza Łyczakowskiego. W jego pracowni były wykonywane grobowce (znajdują się głównie na lwowskich nekropoliach: Cmentarzu Łyczakowskim, Cmentarzu w Zniesieniu, Cmentarzu Janowskim), a ponadto elementy budowlane, ołtarze kościelne.
Został wylosowany do grona sędziów przysięgłych we Lwowie na rok 1910.
Ludwik Makolondra był spokrewniony z innymi kamieniarzami lwowskimi, Aleksandrem i Klotyldą Zagórskimi. Został pochowany na Cmentarzu Łyczakowskim w grobowcu Anny Makolondra, z domu Zagórskiej (1841-1911).
Został pochowany w grobowcu rodzinnym na Cmentarzu Łyczakowskim we Lwowie

## Twórczość
Prace na Cmentarzu Łyczakowskim:
- Figura Matki Bożej na grobowcu Jana i Julii Makolondrów na Cmentarzu Łyczakowskim
- Trzy grobowce rodziny Makolondra
- Grobowiec rodziny Antoniego Chamca
- Grobowiec Jakuba Tomalskiego
- Grobowiec rodziny Czajkowskich

Prace na Cmentarzu w Zniesieniu:
- Figura Matki Bożej na grobie Andrzeja Koszulińskiego
- Figura Matki Bożej na grobie Teodora Czuchraja

Prace na innych nekropoliach:
- Nagrobek ks. Marcina Serwackiego na Cmentarzu Janowskim we Lwowie (ok. 1910).

Prace na Cmentarzu Centralnym w Sanoku:
- Grobowiec rodziny Pleszowskich, pochowany Jan Bogorya Pleszowski
- Nagrobek Juliusza Koźmy